# Гутьяр, Николай Михайлович
Никола́й Миха́йлович Гутья́р (3 (15) марта 1866, Горбатово, Нижегородская губерния, Российская империя — 1930, Краснодар, РСФСР, СССР) — русский советский учёный-литературовед, доцент Краснодарского государственного педагогического института. Известен своими исследованиями творчества И. С. Тургенева.

## Биография
Родился в семье потомственных дворян 3(15) марта 1866 года в Горбатово, Нижегородская губерния, Российская империя.
В 1889 году окончил историко-филологический факультет Московского университета. По ходатайству историко-филологического факультета Гутьяр был оставлен на три года в университете для подготовки к профессорскому званию", учёбу проходил с 27 октября 1889 по 21 октября 1892 год.
После этого преподавал историю и географию в городах Оренбург (в местном Учительском институте), Таруса и Ялта. С 1892 года начал публиковать свои научные печатные труды.
В 1908 — 1912 годах директор Ялтинской Александровской мужской гимназии. 
В русском литературоведении известен как первый биограф писателя И. С. Тургенева. Его научные статьи о Тургеневе в 1900-е годы печатались в таких журналах, как «Вестник Европы», «Русская старина», «Литературный вестник». В этих изданиях публиковались его основные литературоведческие работы о Тургеневе: «Иван Сергеевич Тургенев. Биография» (Юрьев, 1907), созданную на основе его статей и работ («Тургенев во Франции», «Тургенев в Берлинском университете», "Разрыв Тургенева с «Современником» и др.
В 1910 году в Санкт-Петербурге вышла в свет книга Гутьяра «Хронологическая канва для биографии И. С. Тургенева», данная работа стала первой хронологической летописью жизни и деятельности Ивана Сергеевича Тургенева.
После Октябрьской революции 1917 года работал и преподавал доцентом в Краснодарском государственном педагогическом института.
В 1929 году в сборнике «Труды Кубанского педагогического института» вышла в свет последняя его работа «Поездки И.С. Тургенева в Англию».
Умер в 1930 году в Краснодаре.